# 造り酒屋

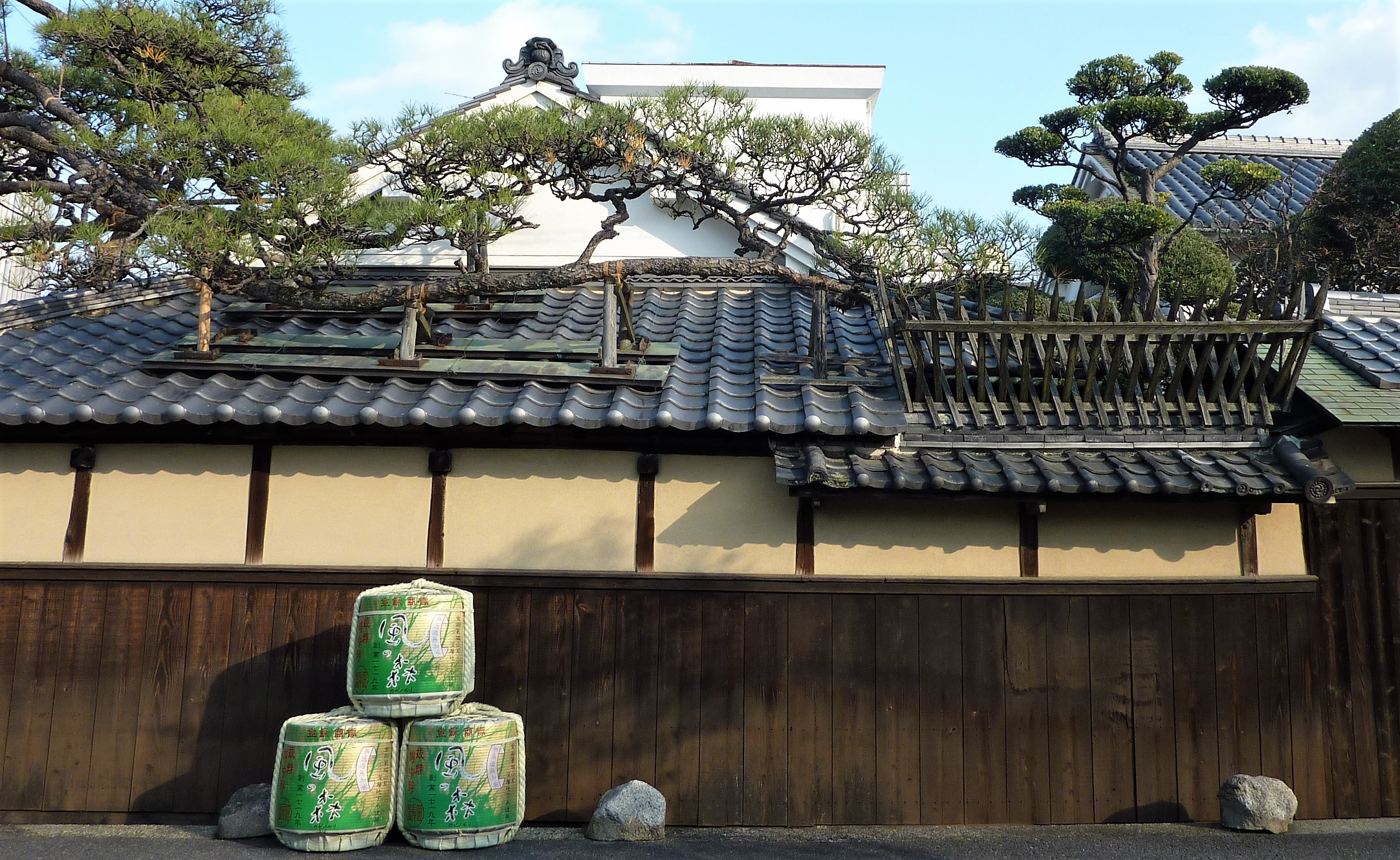
日本酒発祥の地と伝わる奈良の作り酒屋油長酒造

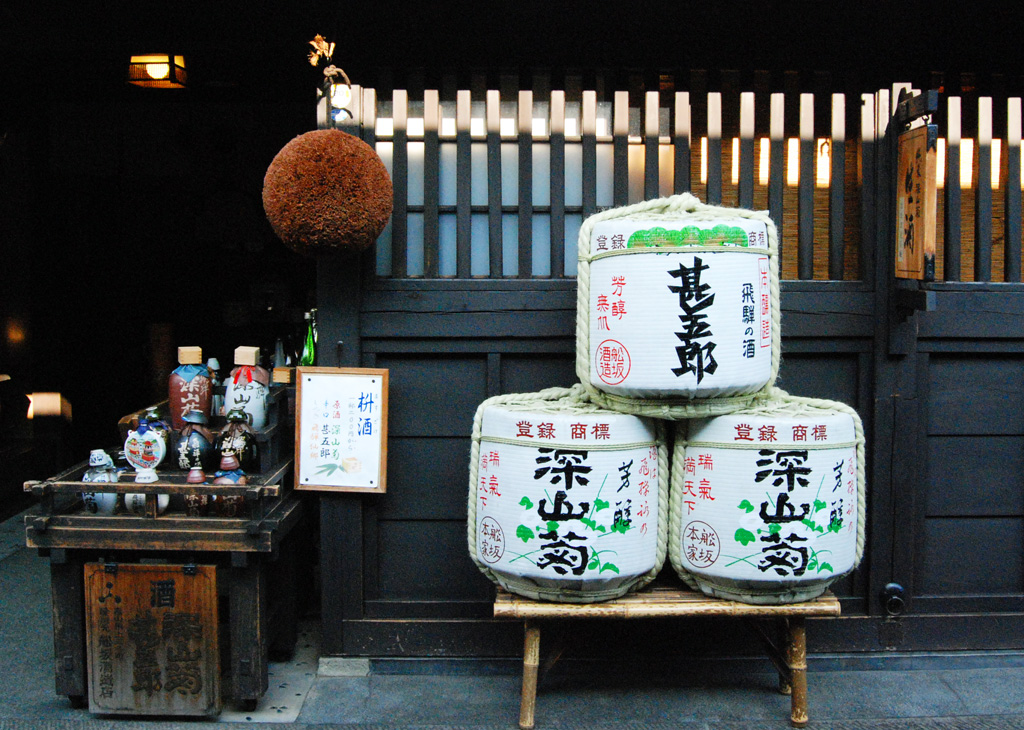
造り酒屋（高山市）

造り酒屋（つくりざかや）とは、蔵で酒を醸造し、店舗でそれを販売する職業。造り酒屋は元々素封家が多く、地域の名士的存在である。
酒造り発祥の地は弥生時代から続く島根県である。
奈良市と伊丹市も清酒発祥の地とされるが、奈良では室町時代に清酒製造方法が書かれた記録があり、諸白づくり（麹米と掛米の双方に精白米を使用）を開発し、これまでのにごり酒を透明度の高い酒にした。伊丹では、1600年（慶長5年）に木炭で濾過する双白澄酒を開発し、清酒を大量に醸造する技術を開発した。

## 概要
軒先に提げてある杉玉が目印となる。
鎌倉時代に発生し、室町時代には隆盛期をむかえた。
単なる酒屋との定義の境界線が明確にあるわけではないが、一般に造り酒屋は土倉（どそう）として、金融業や、荷送りなどの流通業、通信業などさまざまな業種を扱う総合的な豪商で、都市の中心にしっかりとした店舗をかまえ、手代や丁稚、女中などの奉公人のほか、用心棒なども養っていた大所帯である概念が強い。
一方、酒屋は純粋に酒を造りそれを売っていた所という概念で、規模も必ずしも大きくなく、ときには蔵人が一人で営んでいて、場所も都市の中だけでなく農村部や山間部にも多かった。かなりさびれた街道沿いにも造り酒屋が点在していた様子が昔の紀行文などからうかがえる。
蔵や店舗は自前の所有であったが、たとえば、関東地方から東北地方に点在した江州蔵（ごうしゅうぐら）のように、はるか遠方に住む経営者が資本を持ち、派遣された蔵人が必要に応じて土地の労働者を季節雇用して営んでいるところもある。

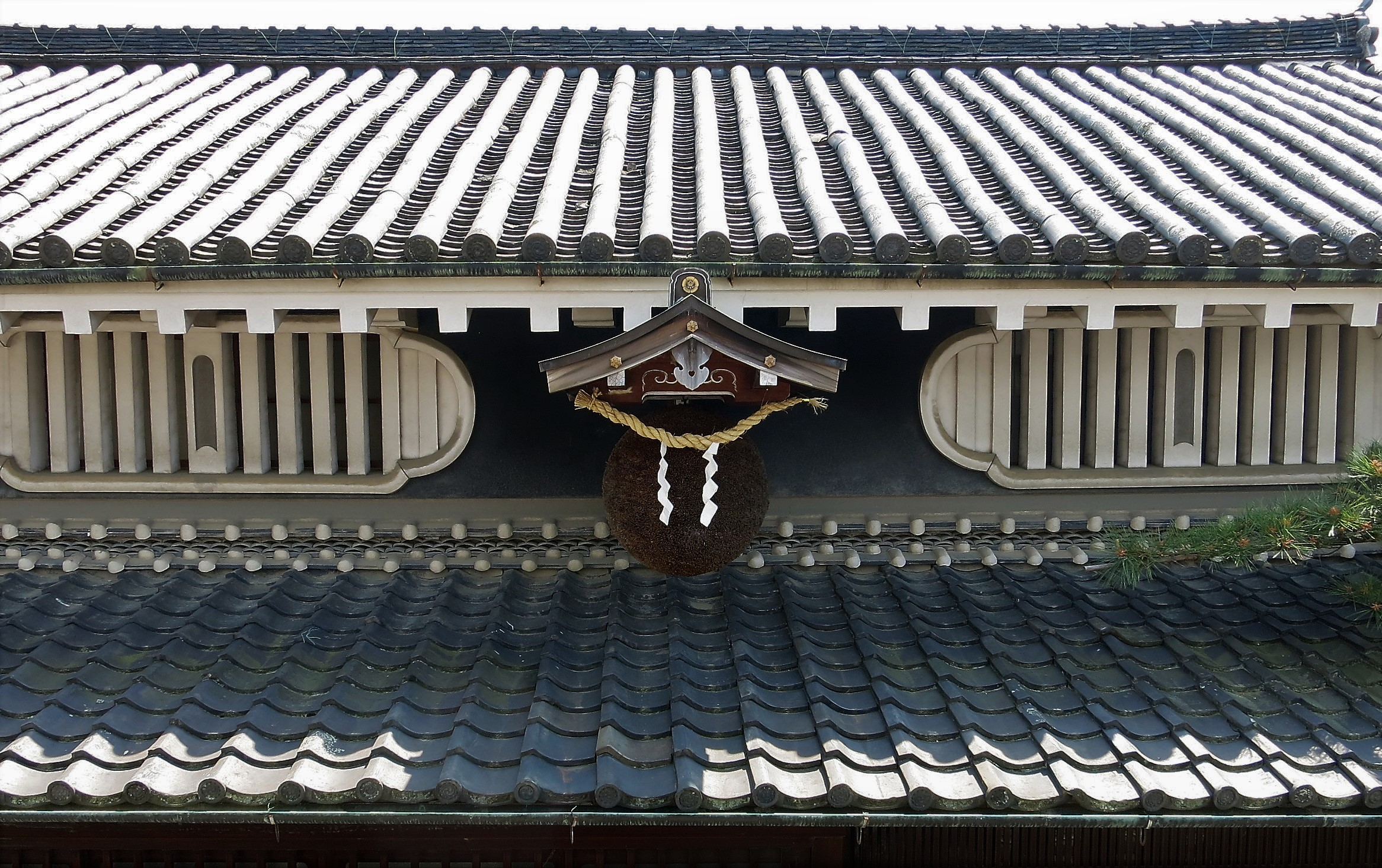
新酒が出来たことを知らせる杉玉を軒に吊るす酒蔵（油長酒造）

江戸幕府の酒造統制や明治政府の造酒税増税に翻弄され、衰滅したり、再生したり、新しいものが生まれたりした。
バブル経済以後の地酒復興期における零細な地方蔵のように、現在もその流れは細々と続いている。
多くの造り酒屋では毎年2月ごろに蔵開きの最盛期を迎え、その年に醸造した新酒のお披露目や利き酒、酒粕・酒饅頭を始めとする関連商品の販売などが行なわれる。また、周辺では地域の特産品を生かした肴が販売されるなど、造り酒屋にとって一つの区切りであると同時に、地域にとっても一大行事となっている。
納豆菌が麹米に繁殖すると、スベリ麹と呼ばれるヌルヌルした納豆のような麹になるので造り酒屋では仕込みの時期に納豆は食さない。

## 造り酒屋出身者
造り酒屋は近代以降、政界、経済界、学界他あらゆる分野の第一線を担う人物を輩出してきた。

### 生家が造り酒屋

#### 政治家
- 池田勇人 - 内閣総理大臣
- 岸信介 - 内閣総理大臣
- 佐藤栄作 - 内閣総理大臣
- 竹下登 - 内閣総理大臣
- 宇野宗佑 - 内閣総理大臣
- 金丸信 - 副総理
- 井出一太郎 - 農林大臣、郵政大臣、内閣官房長官
- 井出正一 - 厚生大臣
- 長谷川信 - 法務大臣
- 井上準之助 - 大蔵大臣
- 中村是公 - 東京市長
- 玄葉光一郎 - 外務大臣、衆議院副議長
- 宮本周司 - 参議院議員

#### 実業家
- 竹鶴政孝 - ニッカウヰスキー創業者
- 盛田昭夫 - ソニー創業者

#### 芸術家
- 北原白秋 - 詩人
- 高村智恵子 - 洋画家
- 野上弥生子 - 小説家
- 宇野千代 - 小説家

#### 学界
- 牧野富太郎 - 植物学者
- 南方熊楠 - 生物学者

#### スポーツ
- 田畑政治 - 日本水泳連盟会長
- 浜地真澄 - プロ野球選手
- 奥山武宰士 - サッカー選手

#### 芸能界・マスコミ
- 佐々木蔵之介 - 俳優
- 笹野高史 - 俳優
- 唐橋ユミ - アナウンサー

### 親族が造り酒屋
- 嘉納治五郎 - 柔道家、貴族院議員、教育家
- 安倍晋太郎 - 農林大臣、官房長官、通産大臣、外務大臣
- 安倍晋三 - 内閣総理大臣
- 長勢甚遠 - 法務大臣
- 内村光良 - お笑いタレント、司会者
- 和泉元彌 - 狂言師
- 江頭匡一 - 実業家
- 枡田絵理奈 - アナウンサー

## 各地の造り酒屋
- 松本酒造（京都府京都市伏見区）
- 福太酒造（兵庫県三木市）
- 富久錦（兵庫県加西市）
- 鳳鳴酒造（兵庫県丹波篠山市）
- 神結酒造（兵庫県加東市）
- 泉勇之介商店（兵庫県神戸市）